# ساعت مکانیکی

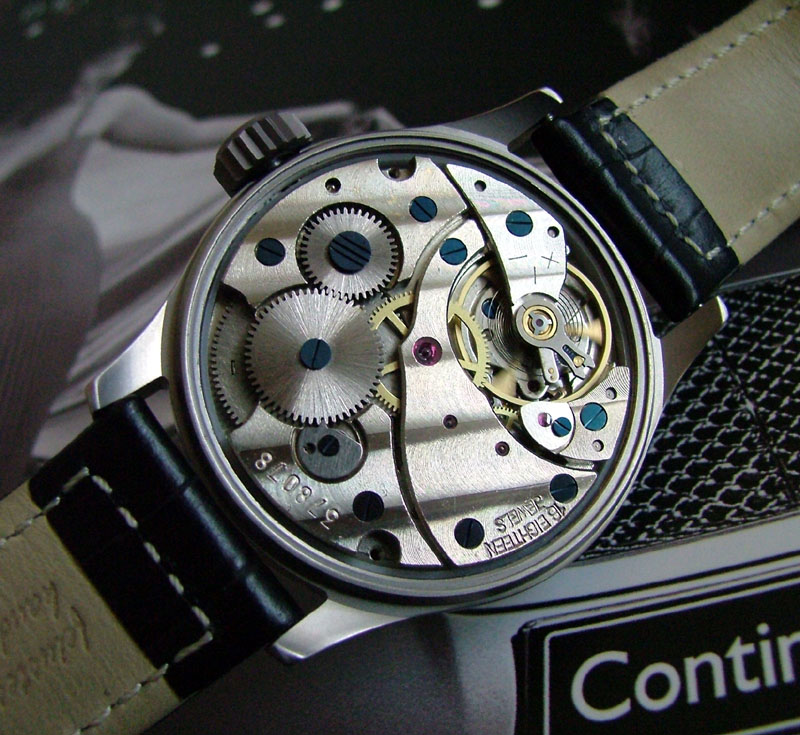
حرکت عقربه ای ساعت روسی

ساعت مکانیکی ساعتی است که با استفاده از یک مکانیسم چرخ دنده‌ای زمان را اندازه می‌گیرد، برخلاف ساعت‌های کوارتز که با ارتعاش یک کریستال کوارتز کار می‌کنند، یا ساعت‌های رادیویی که ساعت‌های کوارتزی‌ای هستند که از طریق امواج رادیویی با یک ساعت اتمی هماهنگ می‌شوند. ساعت مکانیکی با نیروی یک شاه‌فنر که باید هر چند وقت یکبار به‌صورت دستی یا خودکار کوک شود، کار می‌کند. این نیرو از طریق چرخ‌دنده‌ها به چرخ تعادل منتقل می‌شود. چرخ تعادل، یا رقاصک، وزنه‌ای است که با سرعت ثابت به جلو و عقب نوسان می‌کند. ساز و کاری به نام چرخ دنگ اجازه می‌دهد با هر نوسان چرخ تعادل، چرخ‌های ساعت کمی به جلو حرکت کنند و این حرکت، عقربه‌های ساعت را با سرعت ثابت جلو می‌برد. صدای "تیک‌تاک" ساعت مکانیکی ناشی از عملکرد این چرخ دنگ است.
ساعت‌های مکانیکی در قرن هفدهم میلادی در اروپا از ساعت‌های فنری که در قرن پانزدهم اختراع شده بودند، توسعه یافتند. این ساعت‌ها معمولاً به اندازه ساعت‌های کوارتز دقیق نیستند و هر از چند گاهی به تمیزکاری، روغن‌کاری و تنظیم نیاز دارند که باید توسط یک ساعت‌ساز ماهر انجام شود. از دهه ۱۹۷۰ و ۱۹۸۰، با ظهور بحران کوارتز، ساعت‌های کوارتز بیشتر بازار را تصاحب کردند و ساعت‌های مکانیکی (مخصوصاً ساعت‌های سوئیسی) بیشتر به عنوان کالاهای لوکس به فروش می‌رسند. این ساعت‌ها به دلیل زیبایی و کیفیت ساخت بالا یا به عنوان نماد وضعیت اجتماعی خریداری می‌شوند.

## اجزاء
مکانیزم داخلی ساعت، به جز صفحه و عقربه‌ها، قلب ساعت نام دارد. تمام ساعت‌های مکانیکی دارای پنج بخش اصلی هستند:
- فنر اصلی (شاه‌فنر): این فنر انرژی مکانیکی مورد نیاز برای کارکرد ساعت را ذخیره می‌کند.
- قطار چرخ‌دنده‌ها: این قطار نیروی فنر اصلی را به چرخ تعادل منتقل کرده و با جمع‌آوری نوسانات آن، ثانیه‌ها، دقیقه‌ها و ساعت‌ها را محاسبه می‌کند. بخشی از این چرخ‌دنده‌ها به نام کار بدون کلید به کاربر اجازه می‌دهد فنر اصلی را کوک کرده و عقربه‌ها را برای تنظیم زمان جابجا کند.
- چرخ تعادل: که به جلو و عقب نوسان می‌کند و عنصر اصلی زمان‌سنجی در ساعت است. دقت آن به دلیل نوسان ثابت آن است که به جرم چرخ و انعطاف‌پذیری فنر تعادل وابسته است.
- مکانیزم چرخ دنگ: این مکانیزم باعث ادامه نوسانات چرخ تعادل شده و با هر نوسان، چرخ‌دنده‌های ساعت را به مقدار کمی جلو می‌برد. این فرآیند همان چیزی است که صدای "تیک‌تاک" ساعت مکانیکی را تولید می‌کند.
- صفحه نمایشگر: این بخش معمولاً شامل یک صفحه سنتی با عقربه‌های چرخان است که زمان را به صورت خوانا نشان می‌دهد. قابلیت‌های اضافی در ساعت‌های مکانیکی، "پیچیدگی" نامیده می‌شوند. برخی از این پیچیدگی‌ها شامل موارد زیر هستند:
- کوک خودکار: این ویژگی بدون نیاز به کوک دستی، با حرکات طبیعی مچ دست، فنر اصلی را به‌طور خودکار کوک می‌کند.
- تقویم: تاریخ و گاهی روز هفته، ماه و سال را نمایش می‌دهد. ساعت‌های با تقویم ساده نیاز به تنظیم دستی دارند، اما ساعت‌های با تقویم دائمی حتی سال‌های کبیسه را نیز در نظر می‌گیرند.
- زنگ هشدار: زنگی که می‌توان آن را برای زمان مشخصی تنظیم کرد.
- کرونوگراف: این ساعت دارای عملکرد کرونومتر بوده و با دکمه‌هایی که شروع، توقف و تنظیم مجدد عقربه‌ها را کنترل می‌کنند، زمان را محاسبه می‌کند.
- ویژگی توقف ثانیه‌شمار: در ساعت‌های نظامی رایج است، و مکانیزمی است که هنگام تنظیم ساعت، عقربه ثانیه را متوقف می‌کند. این امکان را فراهم می‌کند تا ساعت‌ها با دقت ثانیه‌ای هماهنگ شوند.
- صفحه فاز ماه: این صفحه وضعیت فعلی ماه را نشان می‌دهد.
- نشانگر ذخیره نیرو: نشان می‌دهد چقدر انرژی در فنر اصلی باقی مانده است.
- ریپیتر: این ویژگی نادر ساعت را با صدا اعلام می‌کند و در ساعت‌های بسیار گران‌قیمت یافت می‌شود.
- توربیلون: این ویژگی گران‌قیمت برای افزایش دقت ساعت طراحی شده و نشان‌دهنده مهارت بالای ساعت‌سازی است. در یک ساعت معمولی، چرخ تعادل به دلیل تأثیر گرانش در موقعیت‌های مختلف، با سرعت‌های متفاوتی نوسان می‌کند که منجر به عدم دقت می‌شود. اما در توربیون، چرخ تعادل در یک قفس چرخان قرار گرفته تا تمامی موقعیت‌ها را به طور برابر تجربه کند و از تأثیر گرانش بکاهد. معمولاً این مکانیزم در جلوی ساعت نمایان است تا به رخ کشیده شود.